# Vicia hirsuta
La veza hirsuta, Vicia hirsuta,  es una especie  de la familia de las fabáceas.

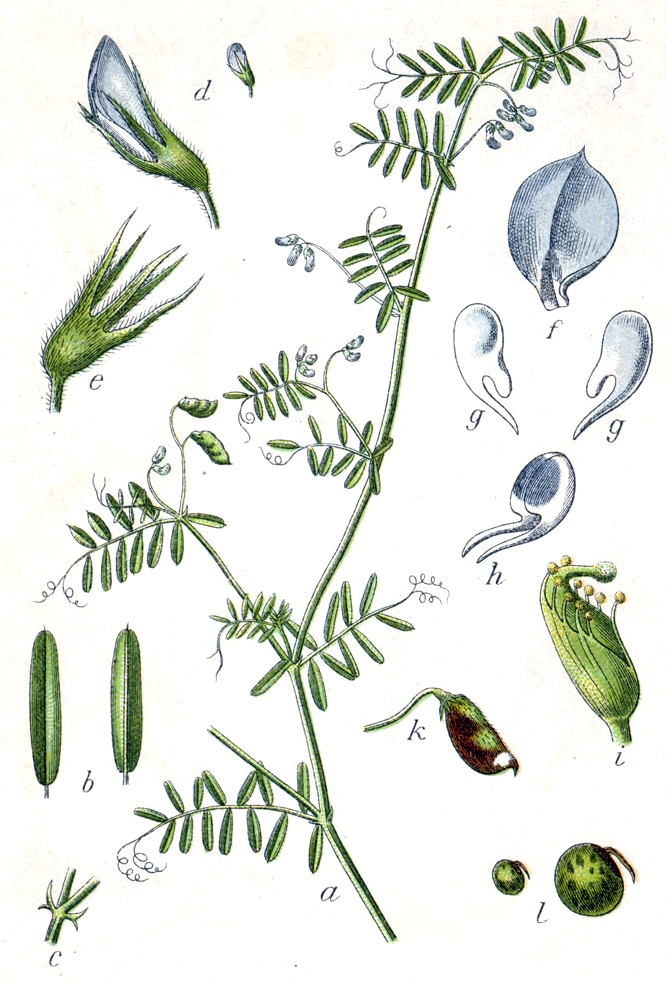
Ilustración

## Descripción
Vicia hirsuta es planta delgada, bastante débil, pelosa, anual, con tallos trepadores de 20-70 cm. Hojas con 4-10 pares de folíolos lineales a oblongo-ovados; zarcillos generalmente ramosos. Flores blancas y teñidas de morado, de 2-5 mm, en inflorescencias de largo pecíolo que casi igualan en longitud a las hojas. Vaina de 6-11 mm, negra, normalmente pelosa. Florece en primavera y verano.

## Hábitat
Habita en campos cultivados, barbechos y praderas.

## Distribución
En toda Europa, W y N de Asia hasta la China y el Japón, N y W de África y Macaronesia (Azores, Madeira y Canarias). Zonas montañosas de la península ibérica y Baleares.

## Taxonomía
Vicia hirsuta fue descrita por (L.) Gray y publicado en A Natural Arrangement of British Plants 2: 614–615. 1821.
Citología
Número de cromosomas de Vicia hirsuta (Fam. Leguminosae) y táxones infraespecíficos: 2n=14
Etimología
Vicia: nombre genérico que deriva del griego bíkion, bíkos, latinizado vicia, vicium = la veza o arveja (Vicia sativa L., principalmente).
hirsuta: epíteto latino que significa "peluda".
Sinonimia
- Cracca hirsuta (L.) Gennari
- Cracca minor Gren. & Godr.
- Endiusa hirsuta Alef.
- Ervilia hirsuta Opiz
- Ervilia vulgaris Godr.
- Ervum filiforme Roxb.
- Ervum hirsutum L.
- Vicia coreana H.Lev.
- Vicia hirsuta var. hefeiana J.Q. He
- Vicia mitchellii Raf.
- Vicia parviflora Lapeyr.
- Vicia taquetii H.Lev.
- Vicioides hirsuta Moench[5]

## Nombres comunes
- Castellano: achicoria, alberja, alberjon, alberjón, alberjón silvestre, alverja, alverjón, veza, veza hirsuta.[6]